# Nedra Lampen
Nedra Lampen är en sjö i Ljusdals kommun i Hälsingland och ingår i Ljusnans huvudavrinningsområde. Sjöns area är 0,046 kvadratkilometer och den befinner sig 427 meter över havet.